# Georg Soldner

Georg Soldner (um 1932)

Georg Soldner (* 9. Dezember 1885 in Altengreuth; † unbekannt) war ein deutscher Landwirt, Schmied und Abgeordneter in Franken (Region).

## Werdegang
Soldner besuchte zwischen 1901 und 1903 die Berufsfortbildungs- und Zeichenschule in Ansbach und im Jahr 1904 den Hufbeschlagskurs an der Kgl. Tierärztlichen Hochschule in München, den er mit der Meisterprüfung abschloss. Vom 3. August 1914 bis 12. Dezember 1918 diente er im Ersten Weltkrieg als Oberfahnenschmied beim 11. Feldartillerie-Regiment der Bayerischen Armee. Soldner war an 37 Schlachten beteiligt und wurde mit dem Militärverdienstkreuz mit Krone und Schwertern sowie dem Eisernen Kreuz II. Klasse ausgezeichnet. Infolge einer Gasvergiftung litt er bis 1920 an einem schweren Augenleiden.
In der Folge war er als Landwirt und Schmied in Schwand (Post Dombühl) ansässig. 1924 wurde er zum Bürgermeister der Gemeinde Erlach (Bezirksamt Rothenburg ob der Tauber) gewählt.
Bei der Landtagswahl im April 1932 zog er als Abgeordneter der NSDAP im Stimmkreis Ansbach-Rothenburg ob der Tauber in den Bayerischen Landtag ein, dem er bis zur Gleichschaltung im April 1933 angehörte.